# Questão social
A Questão Social surgiu na Europa Ocidental do século XIX, designando o fenómeno de pobreza crescente entre os membros da classe operária.

## Conceito
O processo de urbanização, somado ao da industrialização, deu origem ao empobrecimento do proletariado, mas ao mesmo tempo, consciencializou essa classe da sua condição de exploração e levou à contestação da mesma. Por isso, a Questão Social atingiu contornos problemáticos, em especial para a sociedade burguesa, que para enfrentá-la recorreu à implementação de políticas sociais (Heidrich, 2006, p. 1).
Segundo Iamamoto (1999, p. 27), a Questão Social pode ser definida como:
O conjunto das expressões das desigualdades da sociedade capitalista madura, que têm uma raiz comum: a produção social é cada vez mais colectiva, o trabalho torna-se mais amplamente social, enquanto a apropriação dos seus frutos se mantém privada, monopolizada por uma parte da sociedade.

## Histórico
O mundo capitalista sofreu várias alterações ao longo do século XX e, consequentemente, a Questão Social modificou-se. Pereira (2001) destaca três modelos de organização do Estado durante o século XX: o Estado Liberal, o Welfare State e o Estado Neoliberal, sendo que a adopção de qualquer destes modelos derivou das transformações da Questão Social. Segundo Heidrich (2006), o modelo liberal nasceu com o capitalismo e preconizou a não intervenção do Estado nas actividades de mercado, deixando à sorte de cada um o seu fracasso ou sucesso. Estas medidas mostraram-se ineficazes na medida em que o mercado não tem o poder de se auto-regular.
Segundo Esping-Andersen (1995), o Welfare State veio trazer mais segurança no emprego e ganhos em justiça e direitos sociais. Existem três tipos de Welfare State: o Liberal, que limita o acesso das políticas sociais aos realmente pobres; o conservador, que é um meio-termo e tem em conta os diferentes estatutos sociais; e o social-democrata, que é o mais abrangente (Esping-Andersen, 1991).
Perante uma crise global no último terço do século XX, as ideias Liberais ganham força. No mundo do trabalho ocorrem mudanças. O capitalismo conseguiu afirmar-se como a única alternativa face à crise (Heidrich, 2006).
Segundo esta perspectiva, passamos do Welfare Capitalism, um sistema centrado nos grandes Estados e nas grandes indústrias, para o Capitalismo Global, menos organizado e influenciado por fluxos financeiros e de informação, desestabilizando a vida profissional e familiar dos indivíduos e retirando poder aos Estados no controlo da economia (Mingione, 1998).
Assim, os países industrializados parecem ser cada vez mais afectados pelo desemprego, precariedade laboral, pobreza e exclusão social.
Estas novas condições, descendentes do capitalismo feroz que se vivencia actualmente, são apelidadas de a “Nova” Questão Social. No entanto, e segundo Mota (2000, p. 2), “ as distintas expressões da questão social” não se traduzem numa “ nova” Questão Social, mas sim em “novas formas para velhos conteúdos”.